# Szczerbiec (miesięcznik)
Szczerbiec – pismo o charakterze narodowo-radykalnym.

## Historia
Szczerbiec ukazuje się od listopada 1991 roku jako miesięcznik popularnonaukowy. Redaktorem naczelnym pisma był Mirosław Szczepan Żochowski. Pismo liczyło 24 strony.
Od lutego 1994 r. w „Szczerbcu” swój dodatek pod nazwą „Awangarda Narodowa” miało Narodowe Odrodzenie Polski. We wrześniu 1994 (nr 35) wpływy nacjonalistów z NOP wzrosły i czasopismo stało się oficjalnym organem prasowym tego ugrupowania. Redaktorem naczelnym miesięcznika jest obecnie Adam Gmurczyk. Zmieniła się czcionka nazwy gazety i do nagłówka została dodana falanga (ręka z mieczem). Grafika i treść pisma uległa zdynamizowaniu i zradykalizowaniu.
Od listopada 1991 do maja 1995 r. Szczerbiec ukazywał się co miesiąc (wyjątek nr podwójny 4-5). Od czerwca 1995 r. (nr 44-45) zaczął się ukazywać co dwa miesiące, jego objętość wzrosła z 24 do 32 stron. W takiej częstotliwości wychodził do października 1996 r., gdy po raz pierwszy pojawił się po 3 miesięcznej przerwie (nr 60-62). Od 1997 r. Szczerbiec ukazywał się 4-6 razy w roku. Pod koniec 1997 r. pismo ukazało się pierwszy raz z kolorową okładką (nr 71-74). Od 2001 r. Szczerbiec wydawany jest w mniejszym formacie. Liczba stron w poszczególnych numerach od 1998 nie jest taka sama, ich liczba wahała się dotąd między 40 a 90.
W początkowych latach pismo miało stosunkowo stonowany charakter. Po przejęciu przez NOP w 1994 roku stało się jednak forum propagowania bardzo skrajnych idei – od ekstremalnego antysemityzmu, przez ataki na papieża Jana Pawła II, aż po kwestionowanie Holokaustu i podważanie słuszności procesów zbrodniarzy hitlerowskich.

## Tematyka
„Szczerbiec” głosi poglądy nacjonalistyczne, tercerystyczne, narodowo radykalne, antyglobalistyczne, antykomunistyczne, antyliberalne, antylewicowe, antysocjalistyczne i antykapitalistyczne. Wypowiada się przeciwko liberalizmowi zarówno gospodarczemu, jak i moralnemu przy równoczesnym poparciu dla korporacjonizmu gospodarczego. Pismo promuje postawę katolicką. Ważną częścią jego treści są artykuły dotyczące „tradycyjnego katolicyzmu” i krytyki przemian jakie nastąpiły w Kościele katolickim po Soborze Watykańskim II. W czasopiśmie podkreśla się silnie wagę twórczości Chestertona oraz innych myślicieli katolickich, których w Polsce często w ogóle do tej pory nie tłumaczono.
Od roku 1999 w „Szczerbcu” funkcjonuje dział kulturalny pod nazwą „Hobbit. narodowo-rewolucyjny dodatek kulturalny”, w którym publikowane są opowiadania, fragmenty książek, recenzje itp.